# Veliki Vrh pri Litiji
Veliki Vrh pri Litiji je naselje v Občini Litija.